# Rhipidia luquilloensis
Rhipidia luquilloensis är en tvåvingeart som först beskrevs av Alexander 1950.  Rhipidia luquilloensis ingår i släktet Rhipidia och familjen småharkrankar. Inga underarter finns listade i Catalogue of Life.